# Deák József (főhadnagy)
Kehidai Deák József (Kehida, Zala vármegye, 1764. október 15. - Tárnok, Zala vármegye, 1831. március 11.) Zala vármegye táblabírája, magyar földbirtokos, katona (főhadnagy) és királyi testőr. Deák Ferenc nagybátyja.

## Élete
A Zala vármegyei nemesi származású kehidai Deák család sarja. Édesapja nemes Deák Gábor (1728–1788), táblabíró, édesanyja hertelendi és vindornyalaki Hertelendy Anna (1743–1803) volt. Deák József bátyja, idősebb kehidai Deák Ferenc (1761-1808), táblabíró, főszolgabíró, volt. Keresztszülei nedeczei Nedeczky Albert és felesége, báró Újváry Walburga voltak.
Ferdinánd főherceg 2. gyalogezredében 1782 július 1.-től hadapród volt. Zala vármegye ajánlatára a királyi testőrségnél szolgált 1784 április 24. és 1787 október 31.-e között. A  gárdától a török háború alkalmával 1787 szeptember 17.-én saját kérelmére az  52. Károlyi gyalogezredhez került, ahol 1788 május 29.-én főhadnaggyá léptették elő.
Deák József 1802-től tárnoki birtokosként szerepel a forrásokban, katonai pályája után visszavonult gazdálkodni. Az árvaságra jutott csecsemő  idősebb Deák Ferenc és Sibrik Erzsébet fia Deák Ferenc neveltetéséről gondoskodott.

## Házassága és gyermekei
Deák József 1800. szeptember 29.-én Zalatárnokon feleségül vette a nemtelen származású, otthonában szolgáló szobalányt, István Katalint (*1780-†Zalaegerszeg, 1850. január 25.), István Péter zalaegerszegi csizmadiamester és Bersek Katalin lányát. Az esküvői tanuk nemes Fertsák Lajos földbirtokos és Szekér Ferenc iskola tanár voltak. A rangon aluli házasságot, a Deák család neheztelte, főleg Deák József sógornője, idősebb kehidai Deák Ferencné szarvaskendi és óvári Sibrik Erzsébet, igen rossz szemmel nézte, aki még az esküvői lakodalomban sem jelent meg. Deák József és István Katalin házasságából 12 gyermek született, amelyekből kilenc érte el a felnőttkort:
- Deák Terézia (*1800)
- Deák György János (*Zalatárnok, 1802. április 25.–†1843).[5] Neje Profetti Karolina.
- Deák Pál Péter (*Zalatárnok, 1805. június 16. –†Zalatárnok, 1805. augusztus 15.)[6][7]
- Deák József (1803-1871), m. kir. táblai tanácselnök. Neje galánthai Fekete Sarolta.
- Deák Katalin (1807-1862). Férje: egyházasrádóczi Dese Károly, földbirtokos.
- Deák Teréz (1809-1855). Férje, nemes Gáspár József (1807-1859) cs. kir. számtiszt, táblabíró.
- Deák Mihály (1810-1874). Nőtlen.
- Deák Gábor Ignác (*Zalatárnok, 1812. július 1. –† Novara, Olaszország, 1848) királyi testőr, százados.[8] Nőtlen.
- Deák Ádám Emmanuel (*Zalatárnok, 1813. december 25.–†Zalatárnok, 1814. január 14.)[9][10]
- Deák Károly (1815-1859). Felesége egyházasbükki Dervarics Zsuzsanna.
- Deák Lajos Özséb (*Zalatárnok, Zala vármegye, 1817. augusztus 14.–†Zalatárnok, Zala vármegye, 1879. szeptember 29.), zalai esküdt, a zalaegerszegi járás nemzetőr zászlóalja századosa. Neje farkaspatyi Farkas Judit.[11][12]
- Deák Szidónia (1818-1888). Férje, kissomlói Kozáry László (1804-1878), zalaegerszegi alszolgabíró, földbirtokos.